# Microregione di Penedo
Penedo è una microregione dello Stato dell'Alagoas in Brasile, appartenente alla mesoregione di Leste Alagoano.

## Comuni
Comprende 5 comuni:
- Feliz Deserto
- Piaçabuçu
- Penedo
- Igreja Nova
- Porto Real do Colégio